# Sofoklīs Schortsianitīs
Sofoklīs Schortsianitīs (in greco Σοφοκλής Σχορτσιανίτης?; Tiko, 22 giugno 1985) è un ex cestista greco, di ruolo centro.

## Carriera
Nato a Tiko, in Camerun, da padre greco e madre camerunese, Schortsianitis iniziò fin da giovane a dedicarsi alla pallacanestro. Dotato di una corporatura notevole (2,08 m di altezza, e fino a 172 kg di peso) esordì nella squadra di basket della polisportiva Iraklis, nel ruolo di centro. Nel 2003 venne scelto nel secondo turno del draft NBA, ma non ha mai attraversato l'oceano per giocare nella squadra statunitense dei Los Angeles Clippers, anche per la sua difficoltà a controllare il proprio peso.
Nel 2003 la Pallacanestro Cantù lo mise sotto contratto per un anno, che però non venne rinnovato e Schortsianitis tornò in Grecia nelle file dell'Aris Basketball Club.
L'anno successivo entrò a far parte del team dell'Olympiacos BC. Alla fine di questa stagione, venne convocato in nazionale, con cui disputò i campionati mondiali FIBA del 2006 in Giappone. Durante tale competizione, al termine della quale la nazionale greca conquistò la medaglia d'argento, Schortsianitis si distinse particolarmente nelle partite contro la Cina e contro la nazionale USA, che contribuì a eliminare dal torneo con una prestazione da 14 punti (85,7% di percentuale al tiro).
Nel 2009 ha vinto con la Nazionale la medaglia di bronzo agli Europei di Polonia 2009. In questa circostanza fu decisivo nella finale per il terzo posto segnando, 23 punti contro la Slovenia.
A partire dal 2005 al 2010 ha giocato nell'Olympiacos Piraeus, ma la sua permanenza in questa squadra si è alternata fra ottimi risultati e cronici problemi fisici che ne hanno limitato la continuità e la crescita come giocatore. Nel 2009 l'Olympiacos raggiunge le Final Four di Eurolega, e perde in semifinale, mentre l'anno successivo conquista l'accesso in finale ma viene sconfitto dal Barcellona.
Dal 2010 ha trascorso due stagioni nelle file del Maccabi Tel Aviv. Con la squadra israeliana il giocatore ritrova continuità di rendimento, nel 2011 disputa un'eccellente Eurolega con una media di 12 punti segnati a partita (viene premiato con la selezione di centro nel miglior quintetto della competizione) e porta la sua squadra fino alla finale europea, persa contro il Panathinaikos. L'anno successivo Schortianitis viene invece tormentato da infortuni al ginocchio, che gli impediranno anche in estate di giocare con la nazionale greca.
Dalla stagione 2012-13 viene ingaggiato dal Panathinaikos, venendo svincolato al termine della stessa. Ha fatto poi ritorno al Maccabi Tel Aviv
Ad agosto 2015, firma un contratto con la Stella Rossa di Belgrado, in Serbia, andando a sostituire il partente Boban Marjanović.

## Statistiche

### Eurolega
| Anno       | Squadra          | PG  | PT  | MP   | TC%  | 3P% | TL%  | RP  | AP  | PRP | SP  | PP   |
| ---------- | ---------------- | --- | --- | ---- | ---- | --- | ---- | --- | --- | --- | --- | ---- |
| 2005-2006  | Olympiakos       | 22  | 1   | 19,1 | 61,8 | -   | 63,2 | 4,9 | 0,5 | 1,2 | 0,6 | 10,7 |
| 2006-2007  | Olympiakos       | 17  | 1   | 11,0 | 65,5 | -   | 50,7 | 1,8 | 0,7 | 0,4 | 0,4 | 6,6  |
| 2008-2009  | Olympiakos       | 13  | 1   | 8,4  | 56,8 | 0,0 | 62,5 | 1,8 | 0,3 | 0,2 | 0,1 | 4,4  |
| 2009-2010  | Olympiakos       | 19  | 18  | 13,3 | 61,4 | -   | 48,6 | 2,5 | 0,6 | 0,5 | 0,2 | 7,2  |
| 2010-2011  | Maccabi Tel Aviv | 22  | 20  | 19,2 | 58,5 | -   | 62,5 | 4,1 | 1,0 | 0,8 | 0,6 | 12,0 |
| 2011-2012  | Maccabi Tel Aviv | 21  | 14  | 16,0 | 59,5 | -   | 62,5 | 3,0 | 1,0 | 0,6 | 0,4 | 8,7  |
| 2012-2013  | Panathīnaïkos    | 26  | 9   | 12,1 | 57,6 | -   | 60,4 | 2,3 | 0,9 | 0,3 | 0,1 | 7,8  |
| 2013-2014† | Maccabi Tel Aviv | 29  | 20  | 14,2 | 61,3 | -   | 57,7 | 2,6 | 1,1 | 0,8 | 0,3 | 9,6  |
| 2014-2015  | Maccabi Tel Aviv | 26  | 20  | 14,7 | 52,8 | -   | 54,9 | 2,3 | 1,0 | 0,3 | 0,4 | 6,7  |
| 2015-2016  | Stella Rossa     | 2   | 1   | 15,3 | 50,0 | -   | 50,0 | 0,5 | 0,0 | 0,0 | 0,5 | 4,5  |
| Carriera   | Carriera         | 197 | 105 | 14,6 | 59,3 | 0,0 | 58,3 | 2,8 | 0,8 | 0,6 | 0,4 | 8,4  |

## Soprannomi
Per la sua notevole stazza fisica, Sofoklīs Schortsianitīs viene spesso soprannominato "Big Sofo". Quando venne scelto dalla NBA si guadagnò anche il soprannome di "Baby Shaq", a causa della sua somiglianza – per forza, aspetto e prestanza fisica – ad una versione in miniatura del celebre giocatore statunitense Shaquille O'Neal.

## Palmarès

### Club
- Campionato israeliano: 3

Maccabi Tel Aviv: 2010-11, 2011-12, 2013-14
- Campionato greco: 1

Panathinaikos: 2012-13
- Coppa di Grecia: 2

Olympiakos: 2009-10
Panathinaikos:	2012-13
- Coppa di Israele: 4

Maccabi Tel Aviv: 2010-11, 2011-12, 2013-14, 2014-15
- Coppa di Lega israeliana: 3

Maccabi Tel Aviv: 2010, 2011, 2013
- Lega Adriatica: 1

Maccabi Tel Aviv: 2011-12
- Eurolega: 1

Maccabi Tel Aviv: 2013-14

### Nazionale
- Mondiali:

 Giappone 2006
- Europei:

 Polonia 2009
- Europei Under-18:

 Germania 2002
- Mondiali Under-19:

 Grecia 2003

### Individuale
- All-Euroleague First Team: 1

Maccabi Tel Aviv: 2010-11
- A1 Ethniki First team

Olympiacos: 2005-06
- All-Star Game: 5

All Star Game greco: 2005, 2006, 2007, 2010, 2013
- MVP All-Star Game greco: 2

Olympiacos: 2006, 2010
- Europei Under-16 First Team:

Lettonia 2001
- Europe Youth Player of the Year:

Iraklis: 2002